# Bellas Artes (métro de Mexico)
Pour les articles homonymes, voir Bellas Artes.
Bellas Artes est une station de correspondance entre les lignes 2 et 8 du métro de Mexico, située au centre de la ville, dans la délégation Cuauhtémoc.

## La station
La station doit son nom au proche Palais des beaux-arts de Mexico. Le symbole de la station représente une image stylisée de ce bâtiment.

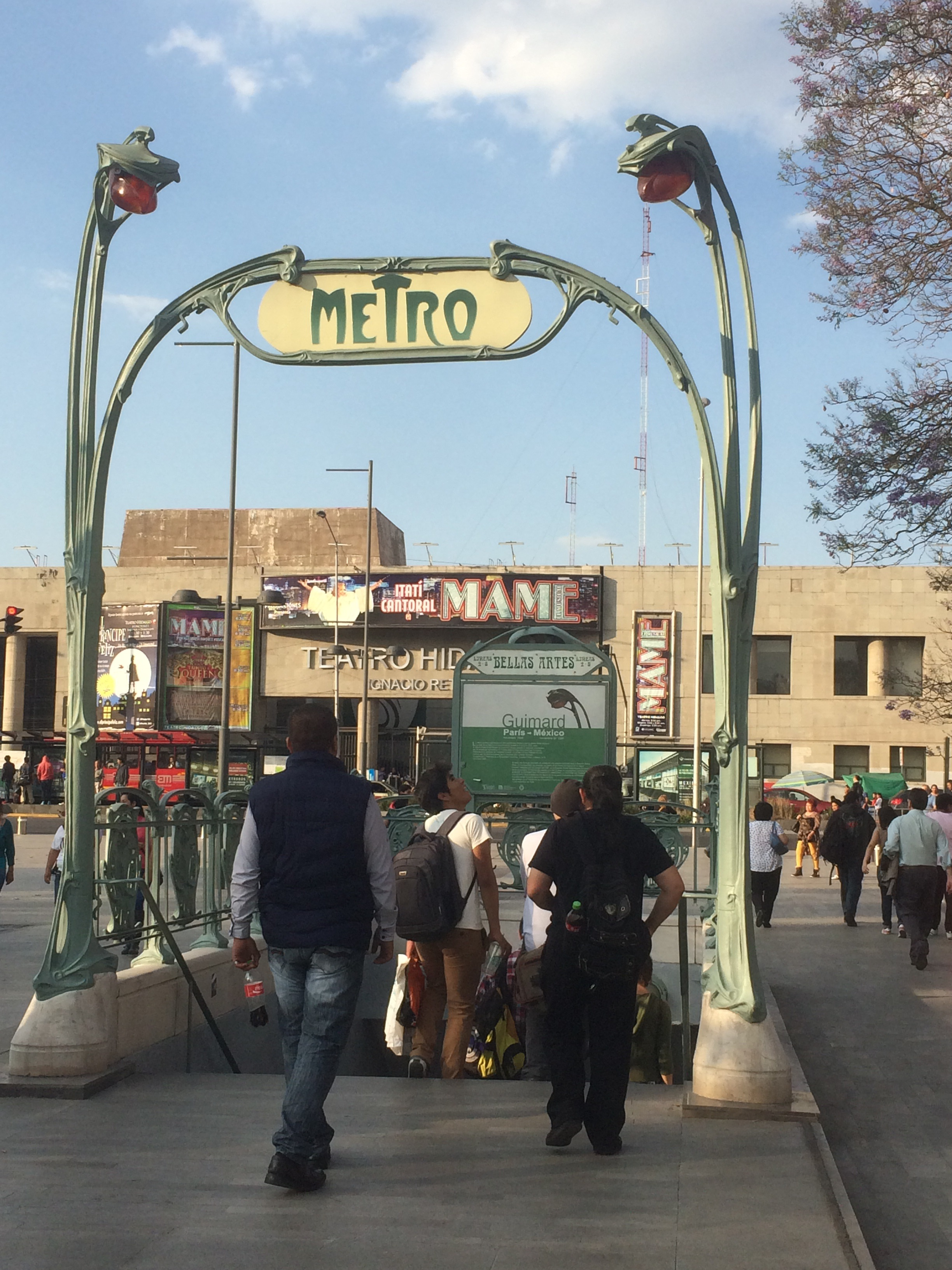

L'édicule d'entrée de style Guimard, à côté du Palais des Beaux-Arts, est une donation du Métro de Paris pour célébrer 30 ans de coopération entre les deux institutions sous la forme d'un échange d'art, le 14 novembre 1998. De même, la station parisienne Palais Royal-Musée du Louvre s'orne d'une fresque de style Huichol intitulée "La Pensée et l'Âme Huicholes", par l'artiste Santos de la Torre.